# GrW 42型81毫米迫击炮
GrW 42型81毫米迫击炮（德語： kurzer 8 cm Granatwerfer 42）是纳粹德国在第二次世界大战中使用的一种前装式滑膛迫击炮。是GrW 34型81毫米迫击炮使用短炮筒后的轻量化版本，最初计划是供伞兵使用的。然而由于50毫米口径的LeGrW 36型50毫米迫击炮射程太近，此款迫击炮也常被用来替换前者。GrW 42发射的炮弹重量是前者的3.5倍，射程则为两倍，迫击炮的重量则不到前者两倍，同时还可分解为三个部分携带。